# Denominierung
Unter Denominierung versteht man im internationalen Vertragsrecht die Auswahl der Währung in Verträgen oder bei Effekten.

## Allgemeines
Sobald in internationalen Verträgen Geld und Zahlungsströme vereinbart sind, muss geklärt werden, in welcher Währung sie vom Zahlungspflichtigen an den Zahlungsempfänger zu leisten sind. Grund hierfür ist, dass die Kurswerte der Währungen sehr unterschiedlich sind und es deshalb nicht gleichgültig sein darf, in welcher Währung eine Zahlung erfolgen soll. Die Denominierung entscheidet darüber, wer ein Wechselkursrisiko zu tragen hat. Das gilt auch für Effekten (Nennbetragsaktien, Anleihen oder Investmentzertifikate).
Verträge mit Denominierung kommen insbesondere in den Bereichen Außenhandelsfinanzierung, Export und Import, Handelsabkommen, Interbankenhandel oder internationaler Kreditverkehr vor.

## Rechtsfragen
Die Denominierung wird als Vertragsklausel im Rahmen von Zahlungsbedingungen berücksichtigt, durch die der Schuldner verpflichtet wird, Zahlungen ausschließlich in einer bestimmten Währung zu leisten („Zahlungen erfolgen ausschließlich in US-Dollar.“), insbesondere wenn diese nicht seine Inlandswährung ist. Bei Anleihen ist sie in den Anleihebedingungen geregelt. Für den Fall, dass es an einer solchen Klausel fehlt, trifft das Gesetz eine eindeutige Entscheidung. Ist eine in einer anderen Währung als Euro ausgedrückte Geldschuld im Inland zu zahlen, so kann die Zahlung in Euro erfolgen, es sei denn, dass Zahlung in der anderen Währung ausdrücklich vereinbart ist (Valutaschuld; § 244 Abs. 1 BGB). Enthalten demnach die Verträge keine ausdrückliche Regelung, so darf in Euro gezahlt werden. Da diese Regelung in allen EU-Mitgliedstaaten gilt, ist eine Denominierung noch bei Verträgen mit Drittstaaten erforderlich.
Durch die Wahl einer Währung unterwerfen sich die Vertragsparteien einem bestimmten Währungsstatut (lateinisch lex monetae); die gewählte Währung richtet sich nach dem Recht des Staates, dessen Währung vereinbart wurde. Es handelt sich um das jeweilige Währungsrecht des Landes, das bestimmt, was im Zeitpunkt der Zahlung gesetzliches Zahlungsmittel ist, wie sich die Währungseinheit aufgliedert (Denomination) und ob Wertsicherungsklauseln zulässig sind. Der Rechtsgrundsatz des „lex monetae“ ist die jedem Vertrag über Geldleistungen inhärente Verweisung auf das Währungsrecht desjenigen Staates, dessen Währung im Vertrag benutzt wird. Die „lex monetae“ ist das kollisionsrechtliche Prinzip, dass allein der Staat, in dessen Währung eine Geldschuld ausgedrückt ist, darüber bestimmt, welche Währung in seinem Land gesetzliches Zahlungsmittel ist. Das Währungsstatut bestimmt auch, welche Währung zu einem bestimmten Zeitpunkt an einem bestimmten Ort erfüllungstaugliches Zahlungsmittel ist.

## Wirtschaftliche Aspekte
Mit einer derartigen Klausel verfolgt der Gläubiger das Ziel, das der grenzüberschreitenden Zahlung innewohnende Wechselkursrisiko vollständig zu eliminieren. Über die Denominierung entscheidet die Verhandlungsmacht eines Vertragspartners. Das wird im Regelfall ein Vertragspartner sein, dessen Geschäftssitz in einem Hartwährungsland liegt, um nicht dem Abwertungsrisiko einer Weichwährung zu unterliegen. Die Schulden von Entwicklungsländern sind zu einem großen Teil in Hartwährungen denominiert. Bei Anleihen finden nur solche Währungen Verwendung, die eine außergewöhnliche Stabilität erwarten lassen; das sind vor allem Leitwährungen. Die Denominierung bei Eurodollar ist der US-Dollar, bei dem die Anleger ihren Sitz im Euroraum haben. Doppelwährungsanleihen besitzen zwei Denominierungen, die den Nennwert sowie Zinszahlung und Tilgung betreffen. Die Denominierung in Fremdwährung als prägendes Merkmal der Valutaschuld wird durch den Rückgriff auf die Heimatwährung nicht tangiert.

## Abgrenzung
Die Denomination hat zwar auch mit Währungen zu tun, bedeutet jedoch den Hoheitsakt des Staates bei der Stückelung einer Währung in einzelne Nennwerte.